# جن سیمونز
جن سیمونز (به انگلیسی: Gene Simmons) نوازندهٔ گیتار بیس، خواننده، هنرپیشه و یکی از اعضای گروه کیس است. او به خاطر حرکات نمایشی‌اش (نوشیدن جام خون و دمیدن در آتش)، در کنسرت‌های گروه شهرت دارد.
او در فیلم فرار بازی کرده است.

## درباره
سیمونز در حیفای اسرائیل به دنیا آمد و در ۸ سالگی به همراه مادرش به آمریکا مهاجرت کردند. مادرش فلورنس کلین، تبار یهودی و اصالت مجارستانی داشت و تنها فرد بازماندهٔ خانواده‌اش پس از فاجعهٔ هالوکاست بود. سیمونز در کتابی با نام Sex Money KISS از آن ماجرا اینطور یاد کرده است که زمانی که نازی‌ها می‌خواستند مادربزرگ مادرش را به اتاق گاز ببرند مادربزرگ سیمونز هم همراه او رفت چون نمی‌خواست مادرش را در هنگام مرگ تنها بگذارد.
بیش از ۲۰ سال با پلی‌میت سابق پلی‌بوی شنن توید (به انگلیسی: Shannon Tweed) زندگی کرد و سرانجام در ۱ اکتبر ۲۰۱۱ با وی ازدواج کرد که حاصل آن یک پسر به‌نام نیکولاس (۲۲ ژانویه ۱۹۸۹) و یک دختر به‌نام سوفیا (۷ ژوئیه ۱۹۹۲) است. او در گذشته برای مدتی با شر و دایانا راس روابط عاشقانه داشته است.

## زندگی حرفه‌ای
سیمون اولین فعالیت موسیقی‌اش را در سنین نوجوانی و با گروهی به نام لینکس که بعداً به میسینگ لینکس تغییر یافت، آغاز کرد.